# Rank
Rank é o único álbum ao vivo do grupo inglês The Smiths. Foi lançado em setembro de 1988, um pouco mais de um ano após a separação do grupo. O show registrado foi apresentado no National Ballroom, em Kilburn, Inglaterra, no dia 23 de outubro de 1986.
A capa do álbum traz uma foto da atriz Alexandra Bastedo retirada do livro "Birds of Britain". No encarte do álbum há uma foto de fãs disputando uma camisa de Morrissey e uma outra foto de Morrissey e Johnny Marr no palco.

## Faixas
Todas as faixas foram compostas por Johnny Marr e Morrissey exceto "His Latest Flame" (Doc Pomus, Mort Shuman), "The Draize Train" (Marr) e o início de "The Queen Is Dead" onde um trecho da peça clássica de Sergei Prokofiev, "Montecchios e Capuletos", foi tocada para apresentar a banda.
| N.º            | Título                                        | Duração |  |
| 1.             | "The Queen Is Dead"                           | 4:11    |  |
| 2.             | "Panic"                                       | 3:07    |  |
| 3.             | "Vicar in a Tutu"                             | 2:40    |  |
| 4.             | "Ask"                                         | 3:12    |  |
| 5.             | "His Latest Flame/Rusholme Ruffians" (Medley) | 3:55    |  |
| 6.             | "The Boy with the Thorn in His Side"          | 3:47    |  |
| 7.             | "Rubber Ring/What She Said" (Medley)          | 3:41    |  |
| 8.             | "Is It Really So Strange?"                    | 3:45    |  |
| 9.             | "Cemetry Gates"                               | 2:50    |  |
| 10.            | "London"                                      | 2:38    |  |
| 11.            | "I Know It's Over"                            | 7:49    |  |
| 12.            | "The Draize Train"                            | 4:23    |  |
| 13.            | "Still Ill"                                   | 4:09    |  |
| 14.            | "Bigmouth Strikes Again"                      | 5:51    |  |
| Duração total: | Duração total:                                | 55:56   |  |

## Posição nas paradas musicais
| Parada (1988)                         | Melhor posição |
| ------------------------------------- | -------------- |
| Austrália (ARIA)                      | 33             |
| Países Baixos (Dutch Charts)          | 54             |
| Alemanha (Offizielle Deutsche Charts) | 47             |
| Nova Zelândia (RMNZ)                  | 25             |
| Suécia (Sverigetopplistan)            | 32             |
| Reino Unido (Official Albums Chart)   | 2              |
| Estados Unidos (Billboard 200)        | 77             |